# Pic dels Macacos
El Pic dels Macacos és un cim del nord d'Algèria, al nord-oest de la ciutat de Bugia, a la Petita Cabília. Es troba al Cap Carbon, a l'Atles Tell, a la costa mediterrània.

## Fauna salvatge

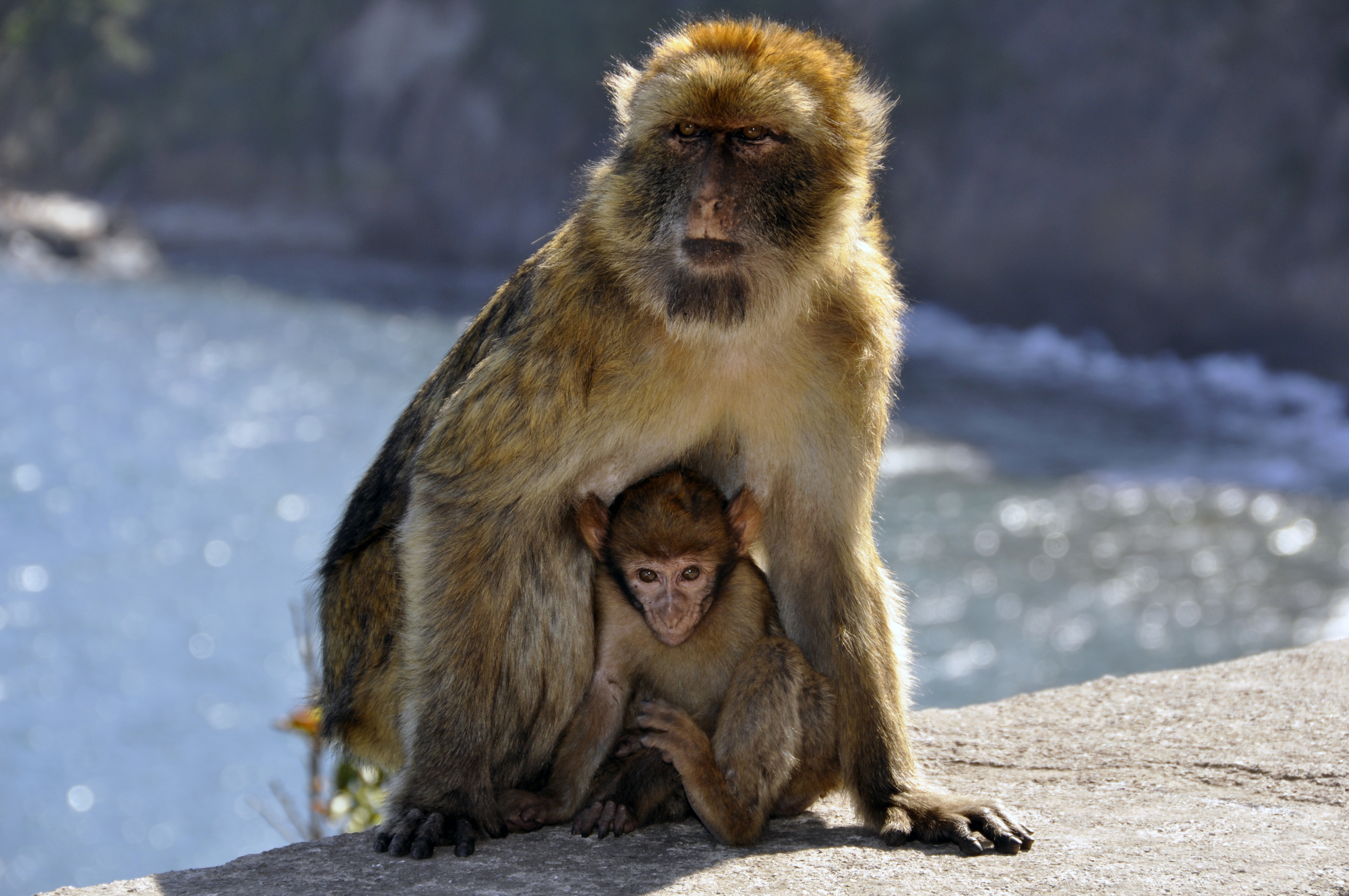
El macaco de Barbaria o mona de Gibraltar

Aquesta muntanya és l'hàbitat d'un primat en perill d'extinció: la mona de Gibraltar o macaco de Barbaria (Macaca sylvanus). Aquesta espècie de primats és l'única espècie supervivent del seu gènere a Àfrica. Les mones de Gibraltar o macacos de Barbaria tenien una distribució molt més àmplia en temps prehistòrics que no pas en l'actualitat.